# 阿安塔利耶
阿安塔利耶（Aantaliya），是印度古吉拉特邦Navsari县的一个城镇。总人口4989（2001年）。

## 人口
该地2001年总人口4989人，其中男性2707人，女性2282人；0—6岁人口506人，其中男256人，女250人；识字率76.07%，其中男性为82.31%，女性为68.67%。